# La Libre Belgique clandestine (1915-1918)

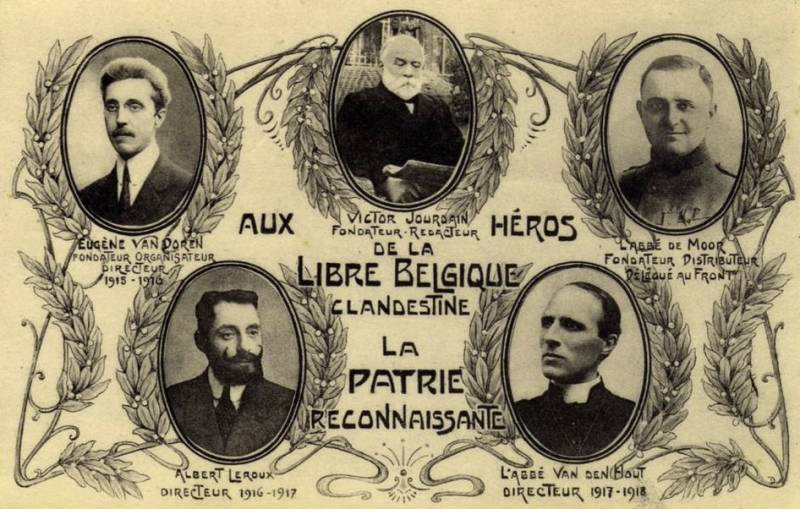
Les fondateurs de La Libre Belgique clandestine, 1915-1918

La libre Belgique clandestine est un journal catholique et conservateur clandestin publié en Belgique durant la Première Guerre mondiale.

## Historique
La Libre Belgique clandestine fut éditée de 1915 à 1918. Le journal consiste en un feuillet de quatre pages, soit une feuille de format 21 × 13 cm pliée en deux, imprimé en caractères minuscules. Le bandeau en première page présente le journal comme « un bulletin de propagande patriotique - régulièrement irrégulier - ne se soumettant à aucune censure » et dont « les bureaux et administration sont installés dans une cave automobile »(illustration ci-dessous). Les lecteurs sont invités à le faire circuler en toute discrétion : 

« AVIS IMPORTANT. Ceux auxquels ce bulletin est distribué doivent y voir avant tout une marque de la confiance que nous avons en leur patriotisme et leur discrétion. Ils voudront bien le passer à des amis également sûrs, le plus rapidement possible. »

Les trois fondateurs sont Victor Jourdain, le beau-frère de ses fils Paul et Joseph, Eugène Van Doren (1875-1956) et l'Abbé de Moor qui fut délégué au front. Eugène Van Doren en fut le directeur en 1915 et 1916, Albert Leroux lui succéda (1916-1917) et fut suivi par l'abbé Van den Hout (1917-1918),. Au cours de la guerre 1914-1918, le chanoine Jean Cassart fut le plus jeune distributeur de La Libre Belgique (clandestine).

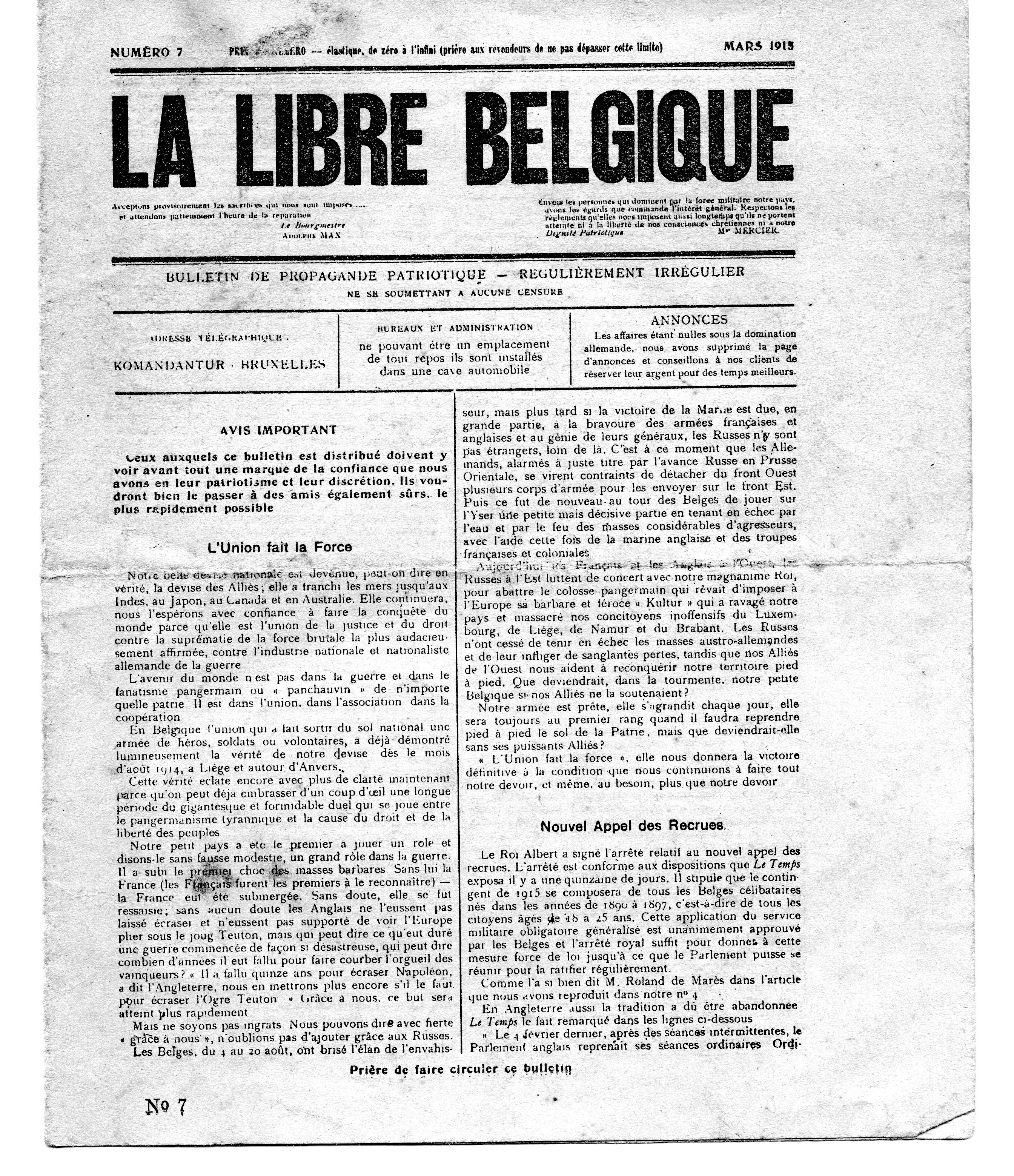
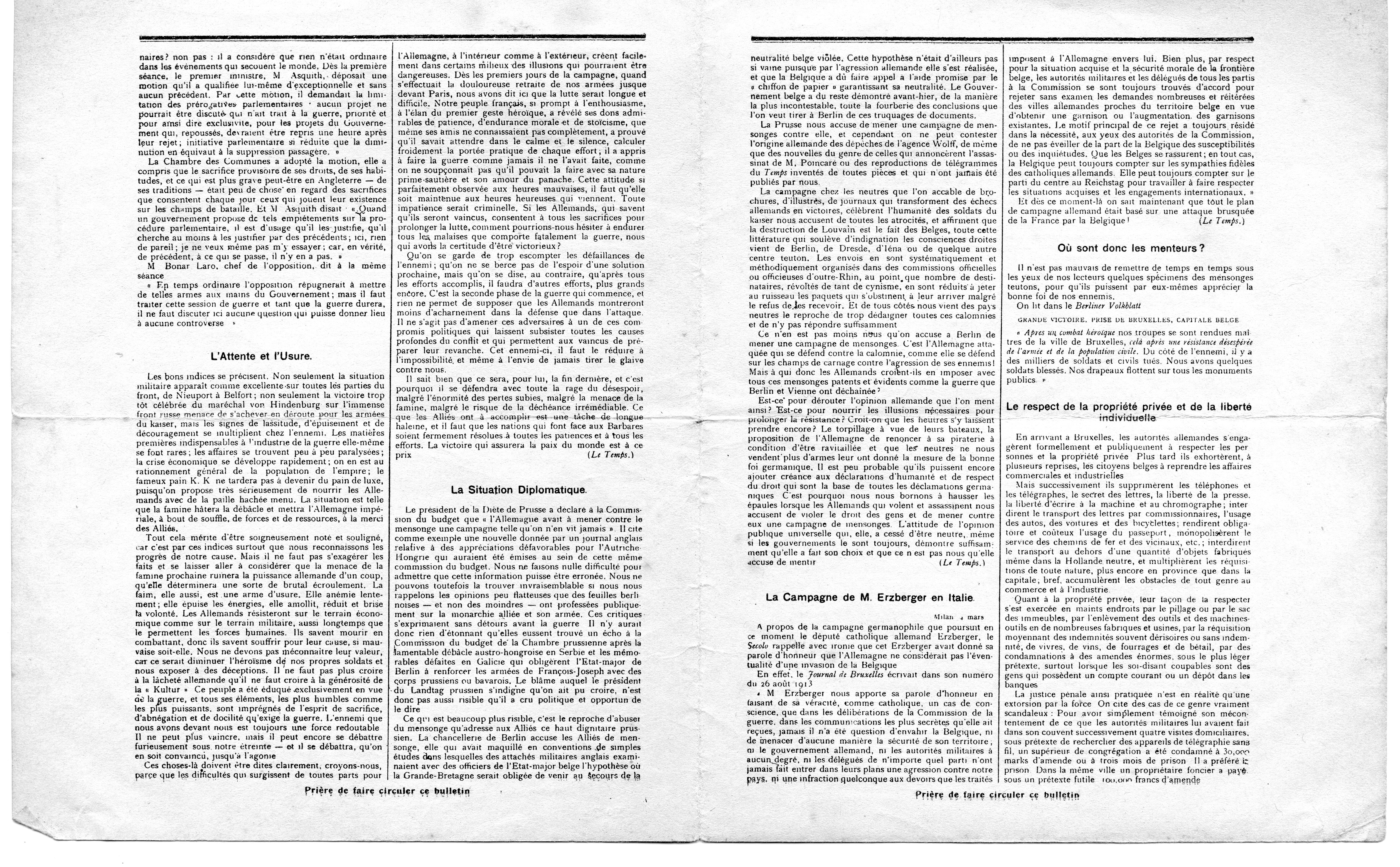
No 7, mars 1915.
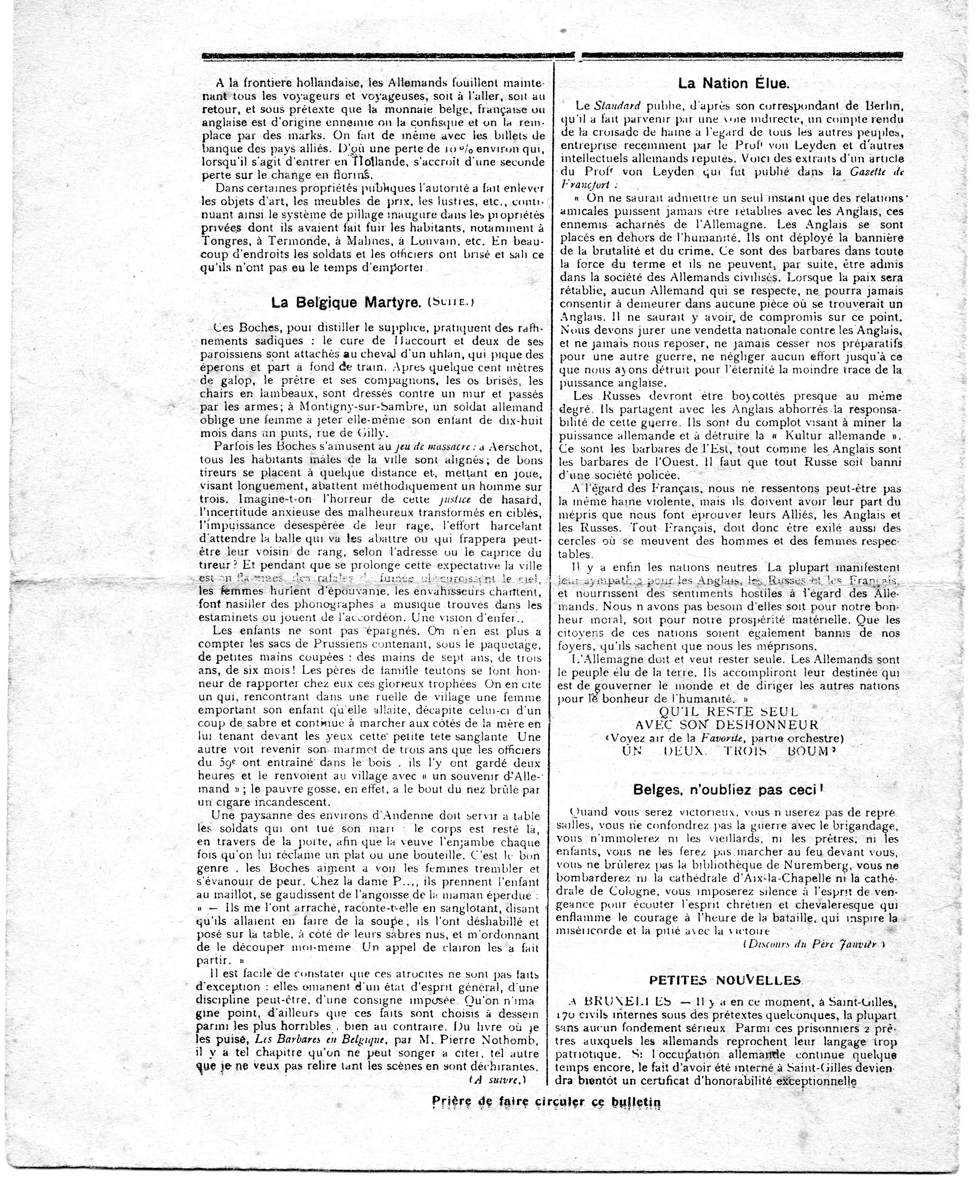

Au début de l'initiative, c'est Eugène Van Dooren et son épouse qui livraient personnellement les exemplaires de La Libre Belgique sous pli fermé ne mentionnant aucune coordonnée. Lors de la sortie du troisième numéro, il fallut trouver une nouvelle imprimerie (la première ayant été découverte par les Allemands). Eugène Van Dooren acheta alors personnellement le matériel et l'installa dans une petite bourgade à proximité de Bruxelles. Philippe Baucq s'occupait de la distribution de 4  à   5 000 exemplaires. Il faisait ces livraisons de nuit, à bicyclette. Il lui arriva même, une fois l'interdiction des bicyclettes ordonnée par les Allemands, de marcher deux jours durant sans prendre de repos. Il fut arrêté en octobre 1915 et fusillé par les Allemands.
Le journal continua son ascension et devint tellement populaire qu'il fallut bientôt envisager d'acquérir de nouvelles presses. Cette acquisition et la recherche de papier blanc étaient particulièrement périlleuses dans cette Belgique occupée et tandis que les Allemands récompensaient de 20 000 dollars quiconque aiderait à la découverte du siège du journal. Eugène Van Doren fit construire une enceinte de briques dans l'entrepôt qui hébergeait l'imprimerie afin d'en atténuer le bruit. On y accédait par un petit accès dérobé dissimulé par des boîtes et de vieux métaux.
En juillet 1916, l'étau allemand se resserra et les installations durent être évacuées en toute hâte. Eugène Van Doren et de nombreux proches entrèrent alors dans la clandestinité. Le journal continua néanmoins de paraître, chacun prenant la relève pour un temps déterminé. Plus de 250 collaborateurs du journal seront arrêtés par les Allemands mais jamais aucun de ceux qui œuvrèrent à l'impression où à la distribution du journal ne dénonça qui que ce soit aux autorités allemandes : « La Belgique pouvait être envahie, mais conquise, jamais! ».

### Liste des membres
- Eugène Van Doren, fondateur, directeur 1915-1917
- Victor Jourdain, fondateur et rédacteur
- L'abbé De Moor, fondateur et distributeur
- Albert Leroux, directeur 1916-1917
- L'abbé Van den Hout, directeur 1917-1918
- Philippe Baucq, distributeur
- Les frères Allaer, imprimeurs
- Albert Van de Kerckhove, avocat, signait Fidelis[4]

## Filmographie
Première Guerre mondiale
- Le Mystère de la Libre Belgique ou les Exploits des 4 as, film de 1920
- La Libre Belgique, film de 1921